# Joseph Letseka
Joseph Letseka (* 28. März 1953) ist ein ehemaliger lesothischer Sprinter.
Er nahm bei den Olympischen Spielen 1980 in Moskau an den Wettbewerben 100 und 200 Meter teil. Er schied jeweils in der Vorrunde aus.